# Роберт Вайт
Роберт Джозеф Вайт (англ. Robert J. White; 21 січня 1926, Дулут, США — 16 вересня 2010, Женіва, Огайо) — американський нейрохірург, найбільш відомий пересадкою голови живим мавпам.

## Біографія
Вайт виховувався у Дулуті, штат Міннесота, його матір'ю та тіткою. Його батько загинув у бою під час служби на Тихоокеанському театрі воєнних дій під час Другої світової війни. У 2009 році в інтерв'ю «Motherboard» Вайт заявив, що його інтерес до людського мозку виник у середній школі. Вчитель біології високо оцінив його розтин черепа жаби та сказав Вайту, що він повинен стати нейрохірургом.
Вайт вступив до Університету Сент-Томас, а у 1949 році — медичної школи Університету Міннесоти; у 1951 році перевівся у Гарвардську медичну школу, де здобув диплом лікаря з відзнакою cum laude у 1953 році. У Вайта було десять дітей з дружиною, Патрицією Мюррей, медсестрою, яку він зустрів у лікарні Пітера Бента Брігама під час проходження інтернатури та клінічної ординатури. Відданий католик, доктор Вайт був членом Папської академії наук. Він регулярно відвідував месу та молився перед операціями.
За свою кар'єру Вайт виконав понад 10 000 хірургічних операцій і є автором понад 900 публікацій з клінічної нейрохірургії, медичної етики й охорони здоров'я. Він має почесні докторські ступені Університету Джона Керролла (доктор наук, 1979), Університету штату Клівленд (доктор наук, 1980), Волшського університету (доктор гуманних наук, 1996) й Університету Сент-Томас (доктор наук, 1998). Вайт отримував запрошення з усього світу виступати, читати лекції та ділитися своїм медичним досвідом. Був консультантом Інституту нейрохірургії ім. Бурденка у Москві та єдиним іноземним членом Російської та Української академій медичних наук. Він багато читав лекції у США, Росії, Китаї та Європі. Вайт також став радником папи Івана Павла II з медичної етики. Він створив Ватиканську комісію з біомедичної етики у 1981 році після свого призначення у Папську академію наук. Під керівництвом Вайта Комісія вплинула на позицію церкви щодо смерті мозку та екстракорпорального запліднення.
Він назвав себе скромним Бобом. Вайт заснував відділення нейрохірургії Метро. Багато хто знає його як головну мішень протестувальників. Активіст PETA дійшов до того, що назвав його «доктором Катом» і описав його експерименти як «втілення грубої, жорстокої індустрії вівісекції». Протягом 40 років Вайт був професором неврологічної хірургії у медичній школі Західного резервного університету Кейса, відомим викладачем і визнаним хірургом. Він був одним із найвідоміших нейрохірургів у США, особливо завдяки його експериментам із трансплантації голови на макаках резусах. Вайт помер у своєму будинку у Женіві, Огайо, 16 вересня 2010 року у віці 84 років від діабету та раку простати.

## Наукова робота
У 1970 році після тривалої серії попередніх експериментів Вайт пересадив голови двох мавп між собою. Оскільки операція включала розрізання хребта в області шиї, піддослідних паралізували вниз від шиї. Після операції черепні нерви у головному мозку були все ще неушкодженими та живилися кровоносною системою з нового тіла, мавпа могла чути, відчувати запахи, смакувати, їсти та стежити за предметами очима.
Зрештою, через дев'ять днів мавпа померла через імунне відторгнення. Доктор Джеррі Сільвер, фахівець із відновлення перерізаних нервів, назвав досліди Вайта на мавпах «досить варварськими».
У 1990-х роках Вайт планував виконати таку ж операцію на людях і практикувався на трупах у морзі. Він сподівався, що зможе зробити операцію з пересадки голови фізику Стівену Гокінгу та актору Крістоферу Ріву. Продовження роботи Вайта у дослідженні та застосуванні трансплантації голови обговорювалося у нейрохірургічній літературі доктором Канаверо; доцільність реконструкції спинного мозку та головно-спинномозкового зв'язку у людей отримала підтримку у 2014 році у німецькому дослідженні.